# Maurice Lombard
Maurice Lombard (Jemmapes, 15 ottobre 1904 – Versailles, 2 luglio 1965) è stato uno storico francese.

## Biografia
Nato in Algeria (Provincia di Skikda), Lombard è stato uno specialista dell'Islam medievale, che ha indagato in particolare sotto il profilo della sua storia economica.
Fernand Braudel diceva che Lombard «era lo storico più dotato e più brillante della nostra generazione, il solo che sia stato incontestabilmente della classe di un Marc Bloch.»

### Carriera universitaria
Fu Professore di "Storia economica dell'Alto medioevo" all'EHESS e all'École normale supérieure di Parigi. Molte sue opere furono pubblicate postume dalla moglie, la storica Anne Lombrad-Jourdan.

## Opere scelte
- (FR) Maurice Lombard, L’Islam dans sa première grandeur: VIIIe-XIe siècle, Paris, Flammarion, coll. «Nouvelle bibliothèque scientifique», 1971,  p. 245.
- (FR) Maurice Lombard, L’Islam dans sa première grandeur: VIIIe-XIe siècle, prefazione di Hichem Djaït, Paris, Flammarion coll. «Champs. Historique» (n. 59), 1980,  p. 280.
- (FR) Maurice Lombard, André Miquel, Christiane Klapisch e Philippe Braunstein, Études d'économie médiévale: 1, Monnaie et histoire, d'Alexandre à Mahomet, Paris, Mouton coll. «Civilisations et sociétés» (n. 26), 1971,  p. 235.
- (FR) Maurice Lombard, Espaces et réseaux du Haut Moyen Âge, Paris, Mouton (in coedizione con l'École pratique des hautes études, 6e section, Sciences économiques et sociales) coll. «Le Savoir historique» (n. 2), 1972,  p. 229.
- (FR) Maurice Lombard, Études d'économie médiévale: 2, Les Métaux dans l'ancien monde, du Ve au XIe siècle, Paris, Mouton (in coedizione con l'École des hautes études en sciences sociales) coll. «Civilisations et sociétés» (n. 38), 1974,  p. 295.
- (FR) Maurice Lombard, Études d'économie médiévale: 3, Les Textiles dans le monde musulman: du VIIe au XIIe siècle, Paris, Mouton (in coedizione con l'École des hautes études en sciences sociales) coll. «Civilisations et sociétés» (n. 61), 1978,  p. 316.